# Mr. Pollack
Mr. Pollack – polski zespół rockowy założony w 1989 w Mielcu.
Zespół Mr. Pollack powstał w 1989 roku w Mielcu. Założycielami są dwaj bracia Jacek i Grzegorz Polakowie. Swą muzyczną edukację rozpoczęli w 7. roku życia od śpiewania w chórze Stanisława Steczkowskiego. Po udanych występach na Festiwalu w Jarocinie 1990 podpisali kontrakt z firmą Loud Out Records, dla której nagrali płytę QŃ. W 1993 roku zespół był finalistą Marlboro Rock-in ’93, występując z Jackiem Królikiem i Piotrem Żaczkiem. W 1995 firma GK podpisała z zespołem kontrakt wydawniczy i w 1996 roku pojawiła się na rynku kolejna płyta Manhattan-One, w nagraniu której wziął udział Grzegorz Skawiński. Następnie bracia współpracowali z angielskim zespołem Real Deal podróżując po świecie. Owocem tej współpracy był album z roku 2000 Air On 6 Strings zawierający przeróbki utworów wielkich kompozytorów muzyki poważnej takich jak: Beethoven, Mozart, Bach, Rimski-Korsakow.
Zespół koncertował w USA m.in. w słynnym CBGB's Club na Manhattanie, Niemczech, Belgii i Zjednoczonych Emiratach Arabskich. Byli gośćmi programu TVP Familiada wyemitowanym 8 listopada 2008 i Pegaz z dnia 28 marca 2009 z okazji Festiwalu Beethovenowskiego, jako zespół, który wykonuje utwory Beethovena w rockowych wersjach. W grudniu 2009 wziął udział w trójmiejskiej corocznej charytatywnej akcji „Mikołaje na motocyklach”. 25 marca 2010 zespół był gościem TVP 1 w programie Kawa czy herbata?. W 2011 Grzegorz Polak znalazł się w pierwszej trójce najlepszych perkusistów w Dubaju w konkursie „Drum Off 2011” organizowanym przez Melody House Musical Instruments LLC. 12 marca 2012 miała miejsce premiera płyty Me & My Guitar Grzegorza Skawińskiego, na której zagrał gościnnie w tytułowym utworze Jacek Polak. W roku 2013 zespół wydał płytę Black Hawk, którą promował m.in. w Chinach trasą zatytułowaną 2014 Mr. Pollack China Tour. w 2015 album Black Hawk otrzymał bardzo dobre recenzje w USA i Wielkiej Brytanii.
Jacek Polak zmarł 9 listopada 2020 w mieleckim szpitalu.

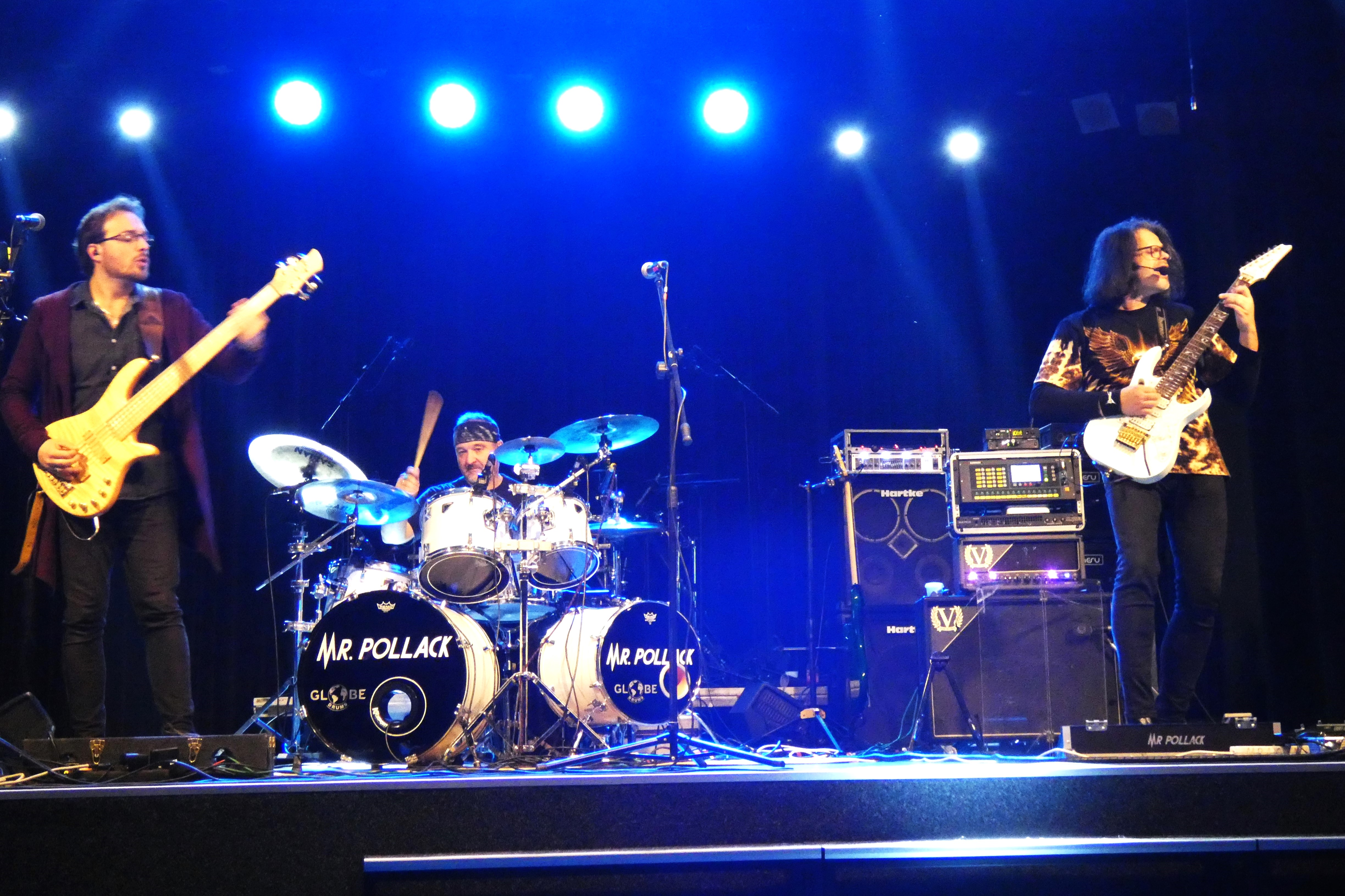
Mr. Pollack w listopadzie 2023

W czerwcu 2021 roku zespół wznowił działalność, po dołączeniu do zespołu gitarzysty i wokalisty zespołu Trzy nie 4, Marka Kozika. 15 lutego 2023 roku zespół zakończył działalność, a muzycy zespołu zapowiedzieli kontynuację działalności muzycznej w łagodniejszej formie.

## Muzycy
Źródło:.
Obecny skład zespołu
- Jacek Polak – gitara, śpiew, muzyka, teksty (do 2020; śmierć)[11][12]
- Grzegorz Polak – perkusja
- Marek Kozik – gitara, wokal
- Kuba Wojdyła – gitara basowa

Oraz gościnnie
- Marek Karkut – gitara basowa
- Piotr Żaczek – gitara basowa
- Jacek Królik – gitara
- Tomasz Dzień – gitara basowa
- Marek Bartosik – gitara basowa
- Krzysztof Pająk – instrumenty klawiszowe, gitara
- Błażej Chochorowski – gitara basowa
- Bartosz Skiba – gitara basowa
- Wojciech Kawa – instrumenty klawiszowe
- Zdzisław Marcinkiewicz – instrumenty klawiszowe
- Krzysztof „Chris” Bazan – śpiew, instrumenty klawiszowe
- Joanna Dudkowska – gitara basowa
- Michał Bąk – instrumenty klawiszowe

## Dyskografia

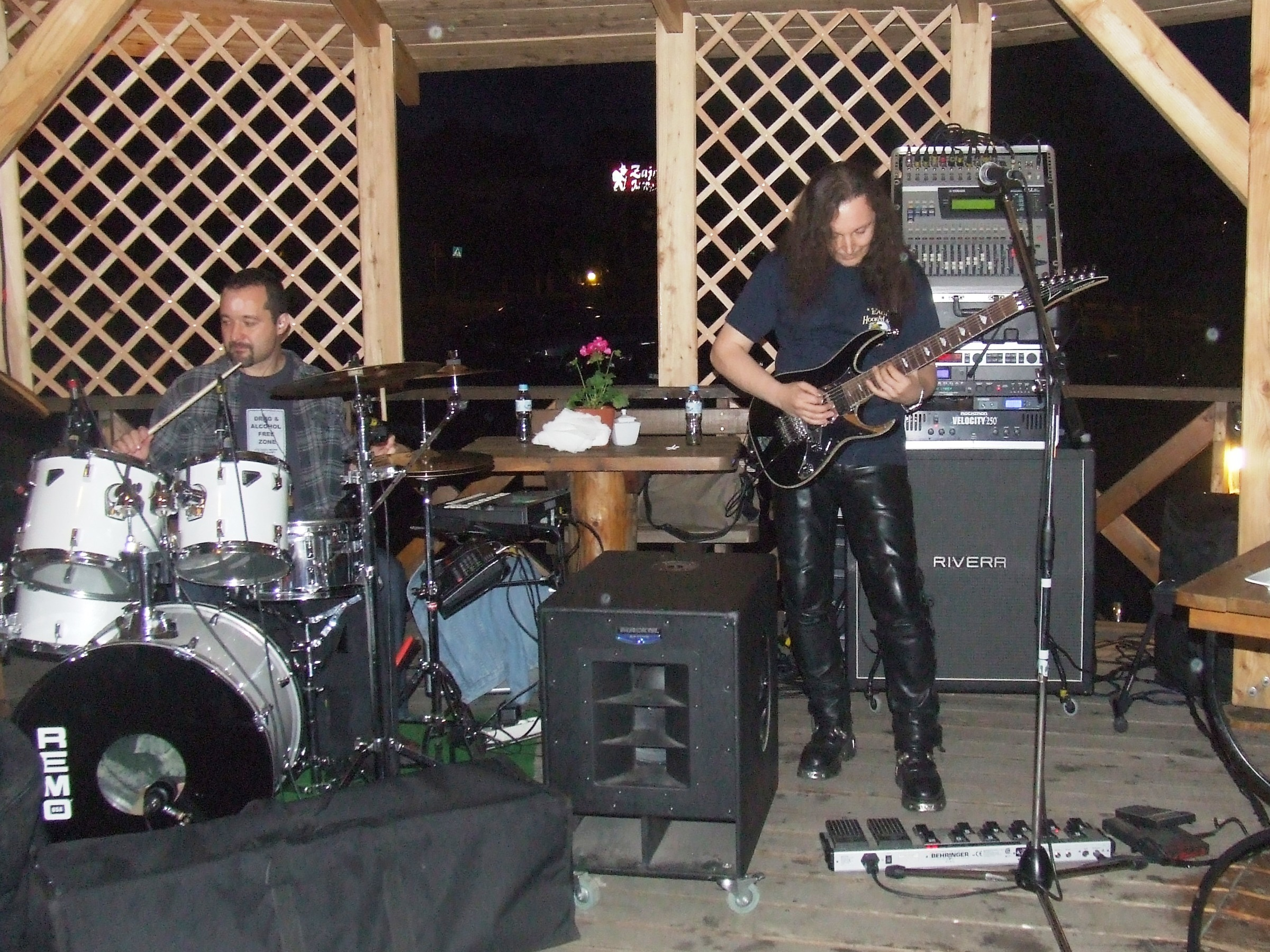
Mr. Pollack w Rymanowie-Zdroju 2009-06-18. Od lewej: Grzegorz Polak i Jacek Polak

- QŃ (1991, Loud Out Records, CD/MC)
- Manhattan-One (1995, G.K. Poland, CD/MC)
- Covers (2000, Polak Bros Records, CD)
- Air On 6 Strings (2001, Polak Bros Records, CD)
- Lovesick (2005, Polak Bros Records, CD)
- Black Hawk (2013, Polak Bros Studio, CD)
- Inspired by... (2016, Polak Bros Studio, CD)
- Siedem źródeł (2022, Polak Bros Studio, CD)[15][16]

## Wideografia
Mr. Pollack
- Video Tapes – Live! – DVD
- DVD-Live 2010 – DVD

Jacek Polak
- Granie na Manhattanie – VHS, DVD (instruktażowe video dla gitarzystów)